# Großer Preis des Mittelstandes

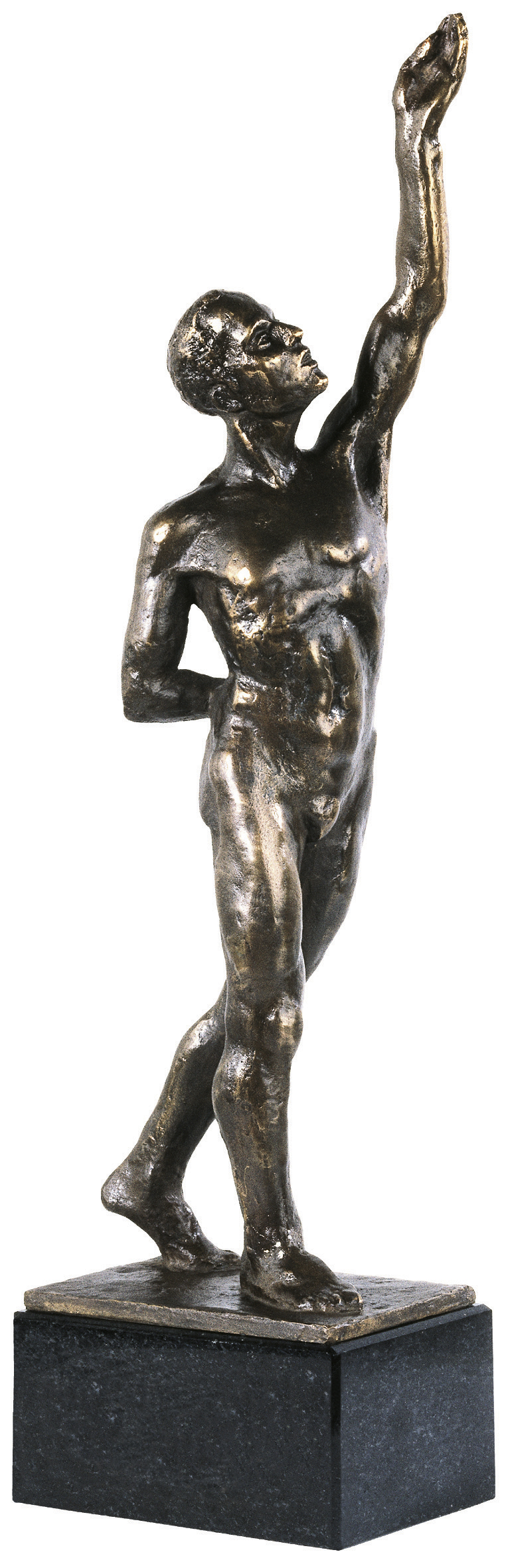
Preisskulptur Großer Preis des Mittelstandes

Der Große Preis des Mittelstandes (bis 2005: Oskar für den Mittelstand) ist ein seit 1995 jährlich stattfindender Wettbewerb für mittelständische Unternehmen. Der Preis wird von der Oskar-Patzelt-Stiftung ausgelobt, die bis 2005 OSKAR-Stiftung hieß. 2016 nahmen am großen Preis des Mittelstandes 4796 Unternehmen teil. 2017 nahmen 4.923 Unternehmen am Wettbewerb teil, wovon 839 die nächste Runde erreichten. 2019 wurden 5.399 Unternehmen nominiert.

## Motivation und Inspiration
Auf der mit diesem Preis Mitte der 1990er Jahre geschaffenen Bühne sollte dem mittelständischen Unternehmen, dessen Bild in der Öffentlichkeit der 1980er und Anfang der 1990er Jahre im Gegensatz zu den Wirtschaftswunderjahren der 1950er Jahre einer weitestgehend negativen Konnotation unterlag, wieder mehr Aufmerksamkeit und Anerkennung für seine wirtschaftlichen und sozialen Leistungen innerhalb der Gesellschaft gegeben werden.

## Wettbewerbsausschreibung
Das Wettbewerbsgebiet (seit 2002 mit dem Bundesgebiet identisch) ist in zwölf Wettbewerbsregionen unterteilt, wobei die Länder Berlin, Bremen, Hamburg und das Saarland jeweils ihren flächenmäßig größeren Nachbarländern Brandenburg, Niedersachsen, Schleswig-Holstein und Rheinland-Pfalz zugeordnet sind.

### Nominierungskriterien
Der dreimonatige Nominierungszeitraum endet jeweils am 31. Januar. Es können kleinere und mittelständische Unternehmen aus den Bereichen Dienstleistung, Handel, Handwerk, Gewerbe sowie Industrie, die die nachfolgenden Kriterien erfüllen; zum Wettbewerb aufgestellt werden:
- mindestens 3-jährige stabile Tätigkeit am Markt
- mindestens 1 Million Euro Umsatz pro Jahr
- mindestens 10 Arbeitsplätze
- frei von kommunaler oder staatlicher Beteiligung
- Eine Selbstnominierung ist ausgeschlossen.

### Auswahlkriterien
Insgesamt unterziehen 13 Jurys – zwölf die Wettbewerbsregionen vertretende Jurys sowie eine „Bundesjury“ – die nominierten Unternehmen nachfolgenden Kriterien:
- Gesamtentwicklung des Unternehmens,
- Schaffung und Sicherung von Arbeits- und Ausbildungsplätzen,
- Modernisierung und Innovation,
- Engagement in der Region,
- Service und Kundennähe/Marketing.

### Preisumfang
Zwölf den Wettbewerbsregionen entsprechende Jurys zeichnen je acht Unternehmen aus:
- drei Preisträger für die besten Ergebnisse
- fünf Finalisten für sehr gute Ergebnisse

Eine Bundesjury vergibt diverse („Premier“-)Sonderpreise, die auch Kommunen, Banken, Bücher oder Wirtschaftsförderer angetragen werden können. Den sogenannten „Premier“-Status erhält nur, wer bereits „Preisträger des Großen Preises des Mittelstandes“ war.
Das Design des Preises wurde in Zusammenarbeit mit der Hochschule für Grafik und Buchkunst Leipzig, insbesondere mit Karsten I. W. Kunert, entwickelt.

## Weitere Wirkungen
In einem 2011 von der Unternehmensberatung isw Halle erhobenen Ranking landete der „Große Preis des Mittelstandes“ auf Platz 1 unter 536 deutschen Wirtschaftswettbewerben. 2012 erreichte er die Top-Ten-Bestenliste der deutschen Teilnehmer am „Europäischen Unternehmensförderpreis“. 2015 ging der Company Change Award für das Unternehmen mit dem besten Veränderungsmanagement an die Oskar-Patzelt-Stiftung. Der Große Preis des Mittelstandes ist der einzige Wirtschaftswettbewerb, dessen Qualitätsmanagement bereits seit 2011 jährlich von der DEKRA nach ISO 9001 zertifizieren lässt. Als Non-Profit-Organisation verzichtet die durchführende Oskar-Patzelt-Stiftung auf das Erheben von Teilnahme- oder Bearbeitungsgebühren. Die Stiftung wird auch nicht staatlich gefördert.